# Brachyntheisogryllacris abbreviata
Brachyntheisogryllacris abbreviata is een rechtvleugelig insect uit de familie Gryllacrididae. De wetenschappelijke naam van deze soort is voor het eerst geldig gepubliceerd in 1888 door Brunner von Wattenwyl.